# 口语
口头语（英语：spoken language）与书面语相对，是口头交际時使用的语言，也是最早被人类普遍应用的语言形式。人類各民族都有口头语。口头语通常是通过声音传播的，但有時文学作品中也常以文字记叙口头语。口头语又称 口语，与手语相对，是用声音表达意思的语言。

## 场合
口头语灵活多变，多因场合与发言者不同而被自由使用。因为发言者与听者同在现场，有时这种发挥不但不影响听者理解，反能更生动地体现发言者心态，或使语言简洁化。与口头语相对，书面语是在口头语的基础上发展出来的，用于书面表达的语言。口头语成为书面语言后则比较固定，语法更严谨，有利于准确地流传。
经过一段时间后口语和书面语差别就有加剧的趋向，原因是口头语不断随时间与地方而变化，而书面语相对稳定。经过教育的人会从书面语学习采纳严谨的语法用于口头语，而书面语经过一段时间后也需要改变以适应口头语的变化，否则懂书面语的人会越来越少。语言学家从书面语文献和现代口语的差别中可以研究语言的历史发展变化。
始终有些口头语表述很难应用于书面，因为它们只要在场双方理解就好，接照古文和古音而寫。或者，由于口头语结构相对散乱，如又缺乏语言环境，可能造成歧义与费解。因此，越正规的场合，人们越喜欢使用书面化的语言。书面语較能傳承訊息，但口头语較能夠充分表達。

## 口语运动
古代中文（古文、文言文）与口头语（白话）在初時差别並不大，但隨著時代的推進，分別漸見，及至民初，白话文运动令口头语的写作得以普及。